# Cleveland, Wisconsin
Cleveland är en ort i Manitowoc County i delstaten Wisconsin, USA.